# Åtjärnen (Los socken, Hälsingland, 682804-147207)
Åtjärnen är en sjö i Ljusdals kommun i Hälsingland och ingår i Ljusnans huvudavrinningsområde. Sjön har en area på 0,116 kvadratkilometer och ligger 224,6 meter över havet. Sjön avvattnas av vattendraget Loån (Hyttån).

## Delavrinningsområde
Åtjärnen ingår i det delavrinningsområde (682622-147315) som SMHI kallar för Mynnar i Voxnan. Medelhöjden är 254 meter över havet och ytan är 43,91 kvadratkilometer. Räknas de 55 avrinningsområdena uppströms in blir den ackumulerade arean 425,96 kvadratkilometer. Loån (Hyttån) som avvattnar avrinningsområdet har biflödesordning 3, vilket innebär att vattnet flödar genom totalt 3 vattendrag innan det når havet efter 145 kilometer. Avrinningsområdet består mestadels av skog (84 procent). Avrinningsområdet har 0,99 kvadratkilometer vattenytor vilket ger det en sjöprocent på 2,3 procent.